# Hemipene

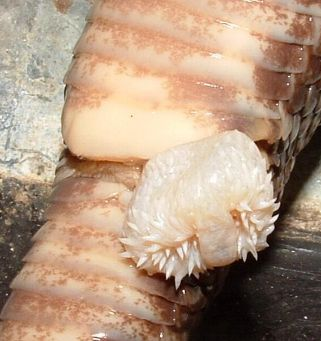
Hemipene de una serpiente cascabel Crotalus adamanteus.

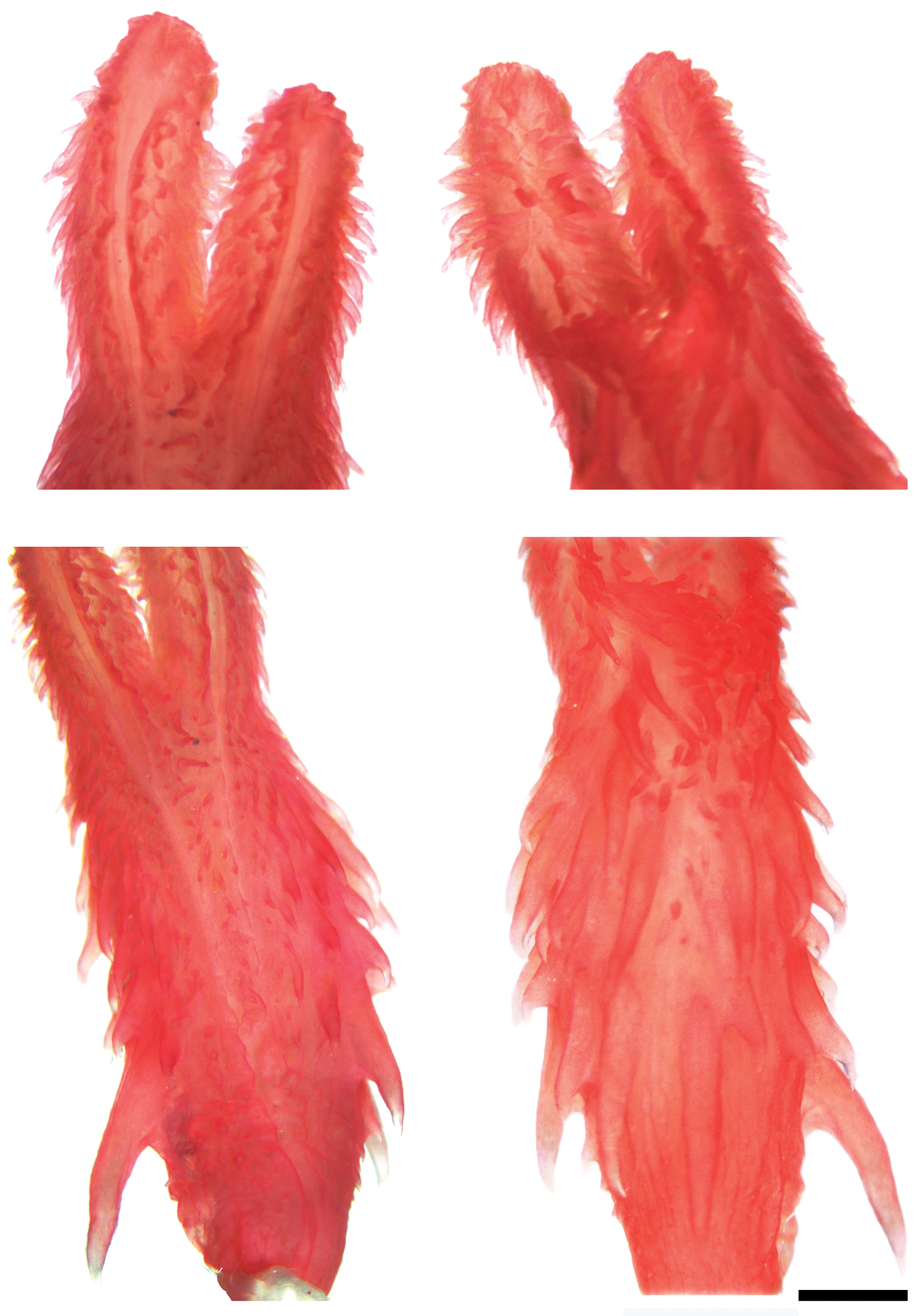
Hemipenes de la culebra Synophis bogerti.

Un hemipene es uno de los dos órganos reproductores de los reptiles escamosos macho (serpientes, lagartos, y amphisbaenia). Los hemipenes están normalmente dentro del cuerpo y afloran antes de la reproducción mediante tejidos eréctiles, al igual que el pene de los mamíferos. Sólo se emplea un hemipene cada vez, y se cree que es posible que los machos alternen su uso entre cópulas. Los hemipenes tienen muchas formas diferentes dependiendo de la especie, a menudo presentan espinas o ganchos para sujetar a la hembra. Algunas especies tienen incluso hemipenes bífidos, con dos puntas.